# Martina Roth
Martina Roth (* 8. März 1960 in Dinkelsbühl, Bayern) ist eine deutsche Schauspielerin.

## Leben
Martina Roth erhielt ihre Schauspielausbildung in Hamburg und arbeitete bereits während dieser Zeit am Thalia Theater und am Deutschen Schauspielhaus, wo sie 1988 im Großkophta von Goethe in der Regie des portugiesischen Regisseurs Augusto Fernandes spielte. Ihr erstes Festengagement führte sie an das Schleswig-Holsteinische Landestheater.
Weitere Stationen waren das Oldenburgische Staatstheater und das Staatstheater Darmstadt. Gastengagements führten sie an das Staatstheater Braunschweig, das Schauspielhaus Leipzig, das TAT Frankfurt, das Staatstheater Karlsruhe, das Nationaltheater Mannheim und das Théâtre de la Ville de Luxembourg.
Am Schlosstheater Schwetzingen spielte sie 1999 in der Uraufführung „Elektra“ eine Barockoper/ein Melodram von Christian Cannabich unter der Regie und Choreographie von Arila Siegert, die Titelrolle „Elektra“. In derselben Rolle war sie 2010 unter der Regie von Heinz Lukas Kindermann am Cuvilliés-Theater in München zu sehen. Ganz wesentlich für sie war die Zusammenarbeit mit dem Choreographen Pierre Wyss, mit dem sie in mehreren Tanztheaterproduktionen als Schauspielerin und Tänzerin agierte.
1995 bekam Martina Roth eine Tochter.
2004 gründete sie zusammen mit dem niederländischen Szenographen und Regisseur Johannes Conen das „bbt bewegtbildtheater“, eine Darstellungsform, die mit außergewöhnlicher Konsequenz Schauspiel und Projektionstechnik miteinander verbindet, ein technisch und schauspielerisch hochdiffiziler Akt. Inzwischen sind sieben Produktionen daraus entstanden, mit denen sie in Deutschland und der Schweiz gastierte.
Seit 2019 unterrichtet Martina Roth Darstellung am Konservatorium der Stadt Luxemburg. Mehrere ihrer Schüler wurden bereits an staatlich anerkannten Schauspielschulen im deutschsprachigen Raum angenommen.

## Theaterrollen (Auswahl)
- Faust, Goethe, Rolle: Gretchen (Regie: Hans Häckermann)
- Sommernachtstraum, Shakespeare, Rolle: Hermia (Regie: Hans Häckermann)
- Maria Magdalena, Hebbel, Rolle: Klara (Regie: Inge Flimm)
- Glaube, Liebe, Hoffnung, Horvath, Rolle: Elisabeth (Regie: Gerhard Jelen)
- Onkel Wanja, Tschechov, Rolle: Jelena (Regie: Helm Bindseil)
- Kabale und Liebe, Schiller, Rolle: Lady Milford (Regie: Konstanze Lauterbach)
- Don Carlos, Schiller, Rolle: Eboli (Regie: Helm Bindseil)
- Tartuffe, Molière, Rolle: Marianne (Regie: Dieter Reible)
- Drei mal Leben, Yasmina Reza, Rolle: Ines Finidori (Regie: Sebastian Schlösser)
- Kleinbürgerhochzeit, Brecht, Rolle: Die Frau (Regie: Sigrid Andersson)
- Asche zu Asche, Pinter, Rolle: Rebecca (Regie: Frank Hoffmann)
- Schöne Bescherung, Ayckbourn, Rolle: Rachel (Regie: Inge Flimm)
- Minna von Barnhelm, Lessing, Rolle: Minna (Regie: Matthias Masuth)
- Hexenjagd, A. Miller, Rolle: Abigail (Regie: Helm Bindseil)
- Urfaust, Goethe, Rolle: Marthe Schwertlein (Regie: Joachim Johannsen)
- Gier, Sarah Kane, Rolle M (Regie: Anne Simon)

## Tanztheater
- Zirkus Fellini Tanzstück von Pierre Wyss
- Peace Tanzstück von Pierre Wyss
- Und ich sah.... Tanzstück von Pierre Wyss
- Drown Desdemona Tanzstück von Philippe Talard

## Bewegtbildtheater
- Neun und Eins nach dem Roman „Die Wellen“ von Virginia Woolf. Mit Martina Roth Koproduktion: Grand Théâtre de Luxembourg, Institut Pierre Werner, Théàtre Municipal Esch sur Alzette, Centre des Arts Pluriels Ettelbruck, Stadttheater Fürth, bbt bewegtbildtheater. Uraufführung 2007 im Grand Théâtre de Luxembourg
- Fermé In der Reihe „ni vu ni connu“. Mit Martina Roth. Koproduktion: Kulturhauptstadt 2007, Théâtre Centaure Luxembourg, bbt bewegtbildtheater. Uraufführung 5. Januar 2007
- Antigone.Stimmen von Martina Roth nach Sophokles. Mit Martina Roth. Koproduktion Grand Théâtre de Luxembourg, Stadttheater Fürth, bbt bewegtbildtheater. Uraufführung 12. Mai 2009 im Grand Théâtre Luxembourg Deutsche Erstaufführung 19. März 2010 im Stadttheater Fürth.
- Herzkeime Gedichte von Nelly Sachs und Vertonungen von Selma Meerbaum‐Einsinger Gedichten. Schauspiel und Gesang: Martina Roth. Bewegtbild, Komposition und Gitarre: Johannes Conen
- Staub von Martina Roth und Johannes Conen. Mit Martina Roth Koproduktion: Grand Théâtre de Luxembourg, Stadttheater Fürth, bbt bewegtbildtheater Uraufführung 12. Mai 2012 Grand Théâtre Luxembourg. Deutsche Erstaufführung 24. Mai 2012 Stadttheater Fürth.
- SUSANNA – ich bin ein Kontinent  ein musikalisches Schauspiel nach der Erzählung „Susanna“ von Gertrud Kolmar. Martina Roth: Gesang, Schauspiel. Johannes Conen: Bewegtbilder, Vertonungen, Gitarre.
- Die Frau und die Stadt - eine Nacht im Leben der Gertrud Kolmar von Gerlind Reinshagen. Mit Martina Roth. Koproduktion: Grand Théâtre de Luxembourg, Stadttheater Fürth, Theater Chur, bbt bewegtbildtheater Uraufführung 16. Juni 2015 Les Théâtres de la Ville de Luxembourg. Deutsche Erstaufführung 26. Juni 2015 Stadttheater Fürth. Schweizer Erstaufführung 13. Februar 2016 Theater Chur.[2]